# Kansas Lottery Indy 300 de 2007
O Kansas Lottery Indy 300 de 2007 foi a quarta corrida da temporada de 2007 da IndyCar Series. A corrida foi disputada no dia 29 de abril no Kansas Speedway, localizado na cidade de Kansas City, Kansas. O vencedor foi o inglês Dan Wheldon, da equipe Chip Ganassi Racing.

## Pilotos e Equipes
| Nº | Piloto            | Equipe                          | Chassis | Motor | Pneu |
| -- | ----------------- | ------------------------------- | ------- | ----- | ---- |
| 2  | Tomas Scheckter   | Vision Racing                   | Dallara | Honda | F    |
| 3  | Hélio Castroneves | Team Penske                     | Dallara | Honda | F    |
| 4  | Vitor Meira       | Panther Racing                  | Dallara | Honda | F    |
| 5  | Sarah Fisher      | Dreyer & Reinbold Racing        | Dallara | Honda | F    |
| 6  | Sam Hornish Jr.   | Team Penske                     | Dallara | Honda | F    |
| 7  | Danica Patrick    | Andretti-Green Racing           | Dallara | Honda | F    |
| 8  | Scott Sharp       | Rahal Letterman Racing          | Dallara | Honda | F    |
| 9  | Scott Dixon       | Chip Ganassi Racing             | Dallara | Honda | F    |
| 10 | Dan Wheldon       | Chip Ganassi Racing             | Dallara | Honda | F    |
| 11 | Tony Kanaan       | Andretti-Green Racing           | Dallara | Honda | F    |
| 14 | Darren Manning    | A. J. Foyt Enterprises          | Dallara | Honda | F    |
| 15 | Buddy Rice        | Dreyer & Reinbold Racing        | Dallara | Honda | F    |
| 17 | Jeff Simmons      | Rahal Letterman Racing          | Dallara | Honda | F    |
| 20 | Ed Carpenter      | Vision Racing                   | Dallara | Honda | F    |
| 22 | A. J. Foyt IV     | Vision Racing                   | Dallara | Honda | F    |
| 23 | Milka Duno (R)    | SAMAX Motorsport                | Dallara | Honda | F    |
| 25 | Marty Roth        | Roth Racing                     | Dallara | Honda | F    |
| 26 | Marco Andretti    | Andretti-Green Racing           | Dallara | Honda | F    |
| 27 | Dario Franchitti  | Andretti-Green Racing           | Dallara | Honda | F    |
| 55 | Kosuke Matsuura   | Panther Racing                  | Dallara | Honda | F    |
| 98 | Alex Barron       | CURB/Agajanian/Beck Motorsports | Dallara | Honda | F    |

- (R) - Rookie

## Resultados

### Treino classificatório
| 1         | 11 | Tony Kanaan       | Andretti-Green Racing           | 25.5476 | 25.5527 | 0:25.5476 |
| 2         | 6  | Sam Hornish Jr.   | Team Penske                     | 25.6120 | 25.5710 | 0:25.5710 |
| 3         | 3  | Hélio Castroneves | Team Penske                     | 25.6214 | 25.5920 | 0:25.5920 |
| 4         | 10 | Dan Wheldon       | Chip Ganassi Racing             | 25.5926 | 25.6143 | 0:25.5926 |
| 5         | 9  | Scott Dixon       | Chip Ganassi Racing             | 25.5949 | 25.6183 | 0:25.5949 |
| 6         | 27 | Dario Franchitti  | Andretti-Green Racing           | 25.6811 | —       | 0:25.6811 |
| 7         | 2  | Tomas Scheckter   | Vision Racing                   | 25.8112 | 25.8073 | 0:25.8073 |
| 8         | 4  | Vitor Meira       | Panther Racing                  | 25.8757 | 25.8315 | 0:25.8315 |
| 9         | 26 | Marco Andretti    | Andretti-Green Racing           | 25.8347 | 25.8367 | 0:25.8347 |
| 10        | 7  | Danica Patrick    | Andretti-Green Racing           | 25.8362 | 25.8365 | 0:25.8362 |
| 11        | 14 | Darren Manning    | A. J. Foyt Enterprises          | 25.8800 | 25.8513 | 0:25.8513 |
| 12        | 55 | Kosuke Matsuura   | Panther Racing                  | 25.9069 | 25.8721 | 0:25.8721 |
| 13        | 20 | Ed Carpenter      | Vision Racing                   | 25.8799 | 25.8782 | 0:25.8782 |
| 14        | 8  | Scott Sharp       | Rahal Letterman Racing          | 25.9040 | 25.8816 | 0:25.8816 |
| 15        | 22 | A. J. Foyt IV     | Vision Racing                   | 25.9230 | 25.9088 | 0:25.9088 |
| 16        | 17 | Jeff Simmons      | Rahal Letterman Racing          | 25.9394 | 25.9344 | 0:25.9344 |
| 17        | 5  | Sarah Fisher      | Dreyer & Reinbold Racing        | 25.9889 | —       | 0:25.9889 |
| 18        | 15 | Buddy Rice        | Dreyer & Reinbold Racing        | 25.9921 | —       | 0:25.9921 |
| 19        | 25 | Marty Roth        | Roth Racing                     | 26.1323 | 26.1212 | 0:26.1212 |
| 20        | 98 | Alex Barron       | CURB/Agajanian/Beck Motorsports | 26.1746 | —       | 0:26.1746 |
| 21        | 23 | Milka Duno (R)    | SAMAX Motorsport                | 26.2973 | 26.2754 | 0:26.2754 |
| Relatório |    |                   |                                 |         |         |           |

- (R) - Rookie

### Corrida
| Corrida - 29 de abril | Corrida - 29 de abril | Corrida - 29 de abril | Corrida - 29 de abril           | Corrida - 29 de abril | Corrida - 29 de abril | Corrida - 29 de abril | Corrida - 29 de abril | Corrida - 29 de abril |
| Pos                   | Nº                    | Piloto                | Equipe                          | Voltas                | Tempo                 | Largada               | Voltas na Liderança   | Pontos                |
| --------------------- | --------------------- | --------------------- | ------------------------------- | --------------------- | --------------------- | --------------------- | --------------------- | --------------------- |
| 1                     | 10                    | Dan Wheldon           | Chip Ganassi Racing             | 200                   | 1:36:56.0586          | 4                     | 177                   | 50                    |
| 2                     | 27                    | Dario Franchitti      | Andretti-Green Racing           | 200                   | +18.4830              | 6                     | 0                     | 40                    |
| 3                     | 3                     | Hélio Castroneves     | Team Penske                     | 200                   | +33.2280              | 3                     | 0                     | 35                    |
| 4                     | 9                     | Scott Dixon           | Chip Ganassi Racing             | 200                   | +34.4208              | 5                     | 16                    | 32                    |
| 5                     | 2                     | Tomas Scheckter       | Vision Racing                   | 199                   | +1 volta              | 7                     | 0                     | 30                    |
| 6                     | 6                     | Sam Hornish, Jr.      | Team Penske                     | 199                   | +1 volta              | 2                     | 0                     | 28                    |
| 7                     | 7                     | Danica Patrick        | Andretti-Green Racing           | 198                   | +2 voltas             | 10                    | 0                     | 26                    |
| 8                     | 4                     | Vitor Meira           | Panther Racing                  | 198                   | +2 voltas             | 8                     | 0                     | 24                    |
| 9                     | 22                    | A. J. Foyt IV         | Vision Racing                   | 198                   | +2 voltas             | 15                    | 0                     | 22                    |
| 10                    | 17                    | Jeff Simmons          | Rahal Letterman Racing          | 198                   | +2 voltas             | 16                    | 0                     | 20                    |
| 11                    | 14                    | Darren Manning        | A. J. Foyt Enterprises          | 198                   | +2 voltas             | 11                    | 0                     | 19                    |
| 12                    | 5                     | Sarah Fisher          | Dreyer & Reinbold Racing        | 196                   | +4 voltas             | 17                    | 0                     | 18                    |
| 13                    | 8                     | Scott Sharp           | Rahal Letterman Racing          | 195                   | Contato               | 14                    | 0                     | 17                    |
| 14                    | 23                    | Milka Duno (R)        | SAMAX Motorsport                | 194                   | +6 voltas             | 21                    | 0                     | 16                    |
| 15                    | 11                    | Tony Kanaan           | Andretti-Green Racing           | 192                   | +8 voltas             | 1                     | 7                     | 15                    |
| 16                    | 98                    | Alex Barron           | CURB/Agajanian/Beck Motorsports | 191                   | +9 voltas             | 20                    | 0                     | 14                    |
| 17                    | 20                    | Ed Carpenter          | Vision Racing                   | 99                    | Contato               | 13                    | 0                     | 13                    |
| 18                    | 55                    | Kosuke Matsuura       | Panther Racing                  | 57                    | Mecânico              | 12                    | 0                     | 12                    |
| 19                    | 26                    | Marco Andretti        | Andretti-Green Racing           | 43                    | Mecânico              | 9                     | 0                     | 12                    |
| 20                    | 15                    | Buddy Rice            | Dreyer & Reinbold Racing        | 37                    | Mecânico              | 18                    | 0                     | 12                    |
| 21                    | 25                    | Marty Roth            | Roth Racing                     | 24                    | Mecânico              | 19                    | 0                     | 12                    |
| Relatório             |                       |                       |                                 |                       |                       |                       |                       |                       |

- (R) - Rookie